# Anthidium rotundoscutellare
Anthidium rotundoscutellare är en biart som beskrevs av Pasteels 1984. Anthidium rotundoscutellare ingår i släktet ullbin, och familjen buksamlarbin. Inga underarter finns listade i Catalogue of Life.